# Heinrich Rickert (filosof)
 Der er flere personer med dette navn, se Heinrich Rickert.
Heinrich John Rickert (født 25. maj 1863 i Danzig, død 25. juli 1936 i Heidelberg) var en tysk filosof. Han var søn af politikeren Heinrich Rickert. 
Rickert blev Dr. phil. i Freiburg 1891, ekstraordinær professor sammesteds 1894, ordentlig professor 1896. Han har særlig beskæftiget sig med forholdet mellem natur- og kulturvidenskab. Medens naturvidenskaben angår det almene, beskæftiger kulturvidenskaben sig efter Rickert med det, der kun forekommer én gang (personligheder, begivenheder osv.), og som direkte eller indirekte har kulturværdi (dvs. har gavnlig eller skadelig betydning for kulturudviklingen). Hans vigtigste arbejder, hvoraf de fleste er kommet i flere til dels stærkt omarbejdede udgaver, er Zur Lehre von der Definition (1888), Der Gegenstand der Erkenntniss (1892), Die Grenzen der naturwissenschaftlichen Begriffsbildung (1896—1902), Kulturwissenschaft und Naturwissenschaft (1899), Geschichtsphilosophie i "Deutsche Philosophie im Beginn des 20. Jahrhunderts" (1904 f.), Die Philosophie des Lebens (1920), System der Philosophie, II del (1921).